# Frits Janssens
Fredericus Henricus Rosalia „Frits” Janssens (ur. 14 marca 1892 w Berchem w  Antwerpii, zm. 30 marca 1965 w Schoten) – belgijski zapaśnik walczący w obu stylach. Trzykrotny olimpijczyk. Zajął piąte miejsce w Antwerpii 1920; siódme w Paryżu 1924 i Amsterdamie 1928. Walczył w wadze lekkiej i półśredniej.

## Turniej wAntwerpii 1920
| Konkurencja        | Walki                | Walki             | Turniej o srebrny medal    | Turniej o srebrny medal | Turniej o brązowy medal    | Turniej o brązowy medal   | Klas. końcowa |
| Konkurencja        | Przeciwnik I         | 1/4               | Przeciwnik I               | Przeciwnik II           | Przeciwnik I               | Przeciwnik II             | Miejsce       |
| ------------------ | -------------------- | ----------------- | -------------------------- | ----------------------- | -------------------------- | ------------------------- | ------------- |
| 67,5 kg styl wolny | Oral Swigart (USA) Z | Emil Väre (FIN) P | Fritz Christiansen (DEN) Z | Taavi Tamminen (FIN) P  | Richard Frydenlund (NOR) Z | Frithjof Andersen (NOR) P | 5.            |

| Konkurencja      | Walki                  | Walki                      | Klas. końcowa |
| Konkurencja      | Przeciwnik I           | 1/4                        | Miejsce       |
| ---------------- | ---------------------- | -------------------------- | ------------- |
| 75 kg styl wolny | Pierre Angelot (FRA) Z | Eino Aukusti Leino (FIN) P | 5.            |

## Turniej wParyżu 1924
| Konkurencja      | Walki                      | Klas. końcowa |
| Konkurencja      | Przeciwnik I               | Miejsce       |
| ---------------- | -------------------------- | ------------- |
| 72 kg styl wolny | Eino Aukusti Leino (FIN) P | 7.            |

## Turniej wAmsterdamie 1928
| Konkurencja            | Walki                | Walki                | Walki                   | Walki                 | Klas. końcowa |
| Konkurencja            | Przeciwnik I         | Przeciwnik II        | Przeciwnik III          | Przeciwnik IV         | Miejsce       |
| ---------------------- | -------------------- | -------------------- | ----------------------- | --------------------- | ------------- |
| 67,5 kg styl klasyczny | Paul Parisel (FRA) Z | Einar Borges (DEN) Z | Eduard Sperling (GER) P | Walter Massop (NED) P | 7.            |